# Nestlé
Nestlé SA (французька вимова: [nɛsle]) — швейцарська компанія, найбільший у світі виробник харчових продуктів, зі штаб-квартирою у місті Веве. Компанія посідає 64 місце у Fortune Global 500 згідно з рейтингом найбільших компаній світу за 2017 рік.
У березні 2022 року компанія відмовилась вийти з російського ринку у зв'язку з російським вторгненням в Україну. У листопаді 2023 року НАЗК України внесло компанію до переліку міжнародних спонсорів війни.

## Історія

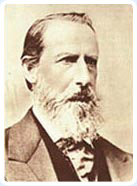
Анрі Нестле

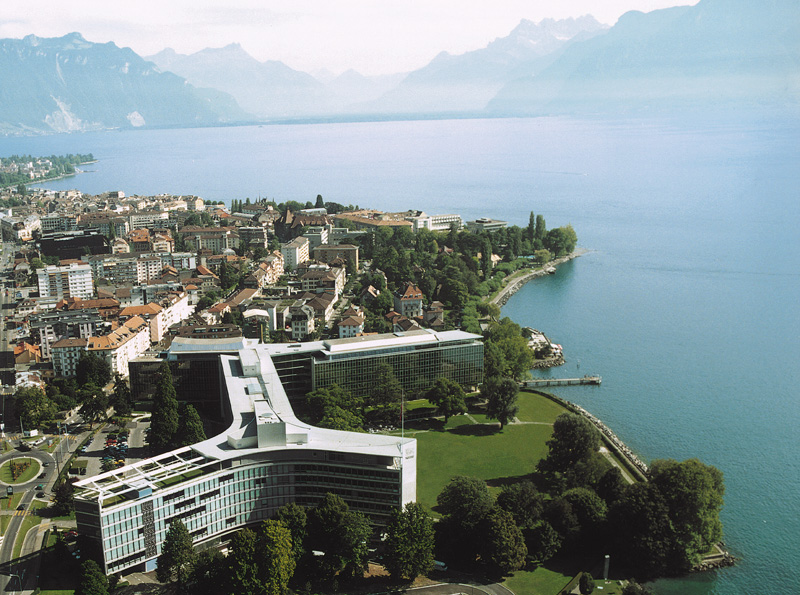
Штаб-квартира Nestlé SA у місті Веве, Швейцарія

Компанія виникла після злиття у 1905 році Англо-Швейцарської молочної компанії, що була створена у 1866 році братами Джорджем та Чарльзом Пейджами у місті Хам (кантон Цуг), і компанії Farine Lactée Henri Nestlé Company, заснованої Анрі Нестле у 1867 році.
Nestlé значно розширилась під час Першої і Другої світових воєн, розширивши свій асортимент продукції далеко від початкового згущеного молока та продуктів дитячого харчування.
Компанія працює в 86 країнах по всьому світу і нараховує близько 283 тис. співробітників. Окрім продуктів харчування, Нестле спеціалізується на виробництві кормів для домашніх тварин, фармацевтичній продукції та косметиці.
У грудні 2023 року авіакомпанія SAS відмовилася від використання продукції Nesquik через те, що виробник потрапив до списку спонсорів війни в Україні за небажання підтримувати санкції проти Росії.

## Стратегія розвитку
Стратегія розвитку компанії «Нестле» включає, насамперед, формування продуктових стратегій у зонах Америки, Європи, АОА (Азія, Океанія та Африка). У межах кожної зони є свої ринки, на яких формуються корпоративні та регіональні бренди, асортимент продукції та впроваджуються нові товари. Стратегія у зоні Європи пов'язана із визначенням прогнозованих обсягів реалізації, майбутніх витрат, прибутку; також включає заходи пов'язані із зменшенням витрат, а саме, реструктуризація окремих фабрик компанії «Нестле» чи купівлю інших.
Довгостроковий план розвитку компанії «Нестле» тісно пов'язаний із інвестиційним, операційним (бюджетом) планами, квартальними та місячними звітами по виконанню компанії «Нестле».

## Нестле Україна
Історія діяльності «Nestlé» в Україні розпочалася у грудні 1994 року — з відкриття у Києві представництва Société pour l'Exportation des Produits Nestlé S.A. Основна діяльність нової структурної одиниці міжнародної корпорації полягала у просуванні на український ринок пріоритетних на той час брендів Nestlé: NESCAFÉ, Nesquik, Maggi, Nuts та Friskies.
1998 року «Nestlé» купує контрольний пакет акцій Львівської кондитерської фабрики «Світоч». З цього моменту бізнес Nestlé в Україні переходить на новий рівень — компанія розпочинає виробничу діяльність.
У травні 2003 року «Nestlé» офіційно з'явилося в Україні, зареєструвавшись як ТОВ Нестле Україна.
Наприкінці 2003 року «Nestlé S.A.» купує 100 % акцій підприємства «Волиньхолдінг» (ТМ «Торчин»), що дозволяє компанії стати одним з лідерів у сегменті холодних соусів. У 2010 році «Нестле Україна» знову суттєво розширює своє кулінарне портфоліо, купуючи ТОВ «Техноком» — ведучого українського виробника продуктів швидкого приготування під ТМ «Мівіна».
На 2016 рік, найбільшими сегментами бізнесу Nestlé в Україні є кулінарія (ТМ «Торчин»), кава та напої (ТМ NESCAFÉ, Coffee-mate), кондитерські вироби (ТМ Nestlé та «Світоч») та продукти швидкого приготування (ТМ «Мівіна»). Компанія успішно працює і в таких напрямках, як дитяче та спеціальне харчування, корми для домашніх тварин, готові сніданки та морозиво.
Сьогодні у компанії «Nestlé» в Україні працює близько 4500 чоловік.
Загальний обсяг продажів «Nestlé» в Україні у 2010 році склав 4,016 млрд гривень, продемонструвавши 30,5 % зростання. Компанія є одним з найбільших інвесторів у харчову промисловість України, а також одним з найбільших платників податків. З 2004 року Nestlé S.A. інвестувала в українську економіку близько 2,5 млрд гривень. У 2010 році підприємства Nestlé в Україні виплатили до державного бюджету 325 млн гривень різних податків і зборів.
Регіональним директором «Nestlé» в Україні та Молдові є Алессандро Дзанеллі, який до призначення на цю посаду працював регіональним директором в Росії та країнах СНД «Nestle Purina Petcare Russia», З жовтня 2012 по березень 2019 року. Так у березні 2019 року він сказв, що: 
| Я люблю Росію, люблю Москву, і мені дуже близькі за духом росіяни. Росія стала для мене другою домівкою, моєю другою батьківщиною. І дуже важливо, що, на мою думку, я розумію росіян, і вони відповідають мені взаємністю[16] |

### ПАТ «Львівська кондитерська фабрика „Світоч“»

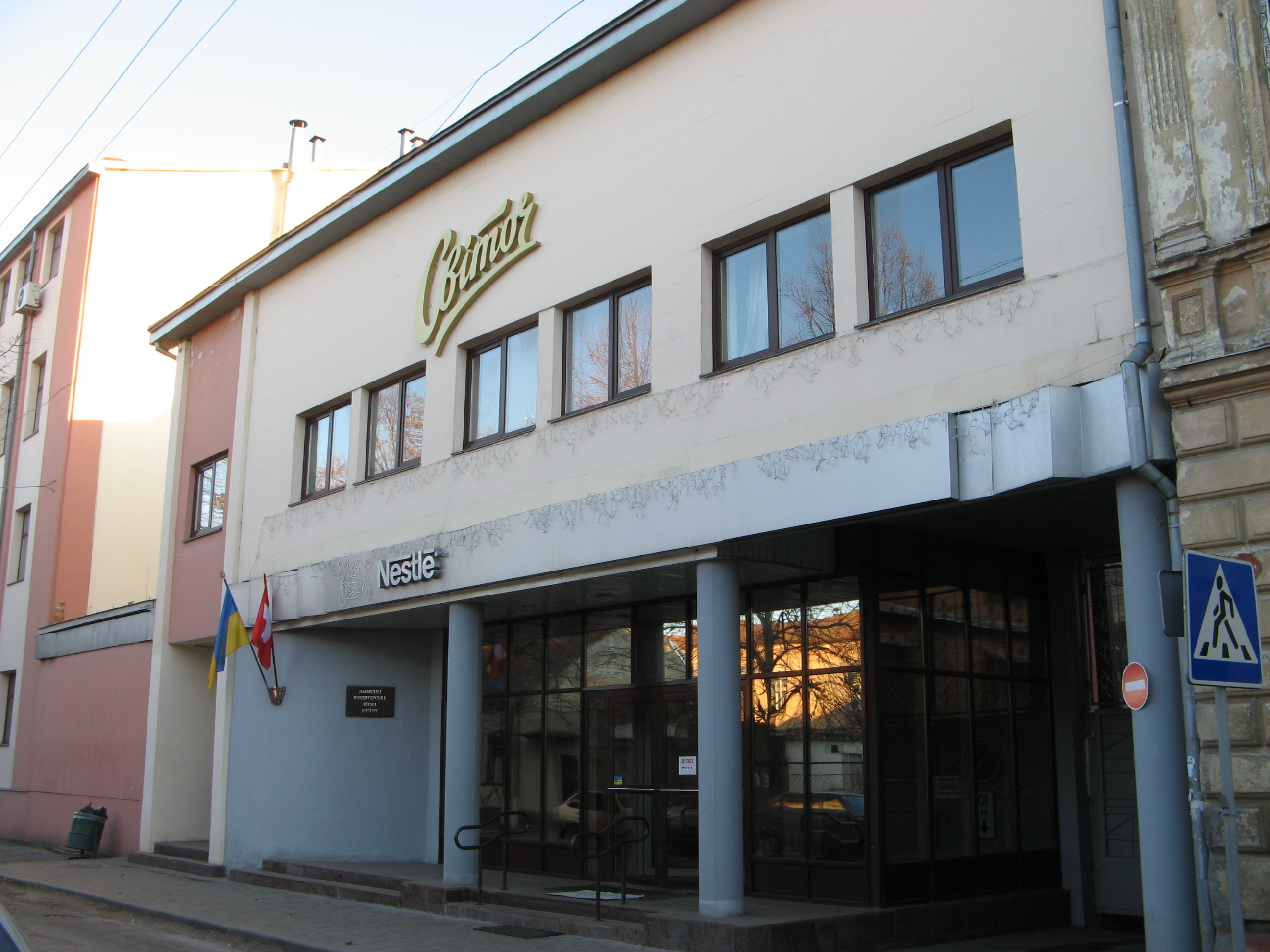
Прохідна на вулиці Ткацькій, 10

10 травня 1962 року з метою концентрації виробництва Львівська РадНарГосп ухвалила рішення, згідно з яким Чортківська кондитерська фабрика, Кондитерська фабрика «Більшовик» та Кондитерська фабрика імені Кірова об'єдналися у виробничу фірму «Червона Троянда». 3 серпня того ж року РадНарГосп перейменувала «Червону Троянду» на «Світоч». В перші роки існування об'єднаного підприємства йшло оновлення технічного устаткування та розширення асортименту продукції. За перші 5 років існування обсяг випущеної продукції зріс на 50 %.
У 1967 році, у вигляді експерименту, фірмі дозволили перейти на нову систему планування та економічного стимулювання. З Держбюджету було виділено 2,6 млн рублів, за які було зведено новий 5-поверховий корпус, де у 1969 році відкрилися карамельне та цукерково-шоколадне виробництва.
1998 року «Nestlé S.A.» придбала пакет акцій ЗАТ «Львівська кондитерська фабрика „Світоч“», підприємство увійшло до групи компаній світового лідера з виробництва продуктів харчування.
У другій половині 2007 року «Світоч» вирішили реорганізувати із ЗАТ в ТзОВ.
Наприкінці 2009 року на фабриці була введена в експлуатацію нова лінія з виробництва кавових стіків Nescafe. Це ознаменувало перехід «Світоча» на якісно новий рівень: від місцевої кондитерської фабрики до регіонального виробничого центру Nestlé у таких напрямах бізнесу, як кондитерське виробництво та кава.
Станом на 2012 рік загальна сума інвестицій у виробництво склала 235 млн грн. У 2010 році частка Nestle на українському ринку солодощів займала 9 %, у 2011 році — 10 %, а в 2012 — 11,2 %.
У 2012 році «Світоч» відновив випуск шоколадно-вафельних цукерок «Гулівер» та запропонував новинки — вафлі «Артек» у нових смакових варіаціях та шоколадні плитки з горіхами і родзинками.
Цього ж року «Світоч» відсвяткував подвійний ювілей — 130-річчя заснування виробництва та 50-річчя бренду «Світоч».
За словами Геннадія Радченка, директора з корпоративних питань Nestle в Україні та Молдові, на початок 2013 року «Світоч» виготовляє продукцію винятково для українського ринку. Львівські солодощі експортують лише у Молдову.
На початок 2015 року — сучасне високотехнологічне науково містке підприємство, що розвивається. Діють лінії з виробництва вафель, шоколадних плиток та цукерок, принципово нове автоматизоване виробництво з підготовки шоколадних мас.

### ПрАТ «Волиньхолдинг»
Директор ПрАТ «Волиньхолдинг» — Штефан Шаффельд, за освітою інженер-хімік, розпочав кар'єру в Nestlé у 1994 році (громадянин Нідерландів). ПАТ «Волиньхолдинг» засновано у 1994 році. Наприкінці 2003 року Nestlé придбала 100 % акцій підприємства.
ПрАТ «Волиньхолдинг» є одним з найбільш динамічних підприємств харчової промисловості в Україні: за період своєї діяльності на ринку соусів та приправ компанія впевнена тримає лідируючу позицію. Продукція «Волиньхолдинг» добре відома на українському ринку та за кордоном, — це майонези, кетчупи, соуси, гірчиці і приправи, які виробляються за класичними фірмовими рецептурами та реалізуються під торговою маркою «Торчин».
Визначальна причина успіху бренда «Торчин» — якість продукції. Важливу роль успішності бренда відіграли також вдалі інновації, особливо м'яка упаковка «дой пак». Слід зазначити, що продукція підприємства сертифікована та відповідає світовим стандартам якості.
У 2010 році «Волиньхолдинг» досяг своєї максимальної потужності у 100 тис. тон готової продукції на рік. Введено в експлуатацію першу чергу нового підприємства, що включає склад сировини для виробничих потужностей ПрАТ «Волиньхолдинг» та склад готової продукції, що на сьогодні є одним з найбільших в Європі логістичних центрів для зберігання готової продукції та сировини. Потужності складського приміщення складають 250 тис. тонн на рік. На складах, де встановлено найсучасніше складське обладнання, одночасно може розміщуватися до 25 тис. палет. Крім цього, логістичний центр забезпечуватиме проведення всіх імпортних та експортних операцій в Україні.

#### Торчин
1994 рік. ПрАТ «Волиньхолдинг» зареєстроване в містечку Торчин, за 25 км від Луцька. Спочатку підприємство займалось виробництвом води. На етикетці зазначалось «Дональд Дак». Та через кілька місяців після початку існування марки, прийшов лист із Австралії, у якому волинян просили підтвердити правомірність використання цієї торгової марки. Щоб не доводити ситуацію до конфлікту, вирішили змінити марку, назвавши продукт за місцем виробництва.
Так у 1995 році з'явилась торгова марка «Торчин продукт», під якою випускались майонези та кетчупи в скляних баночках та гірчицю в пет-банці.
1997 рік. Куплена лінія з виробництва упаковки doy-pack («дойпак»). Раніше таку упаковку в Україні зовсім ніхто не використовував. Навіть у Європі її застосовувавли тільки для фасування соків, сипучих продуктів і виробництва майонезу.
1997—1998 рр. Франчайзинг — випускали майонез «Довгань». Після цього почали робити ще більше — запропонували свої послуги з випуску майонезу світовому гіганту Helmans. Та переговори не увінчались успіхом.
1998 рік. Почали випускати в «дой-пак» кетчупи «Торчин продукт».

### ТОВ «Техноком»

#### Історія ТМ Мівіна
У 1995 році корпорація «Техноком» почала продаж вермішелі швидкого приготування під назвою «Мівіна». Незабаром ця назва стала прозивною серед українських споживачів — часто вермішель, яка готується запарюванням окропом на три хвилини називають «мівіною», незалежно від фірми-виробника.
1999 року під торговельною маркою «Мівіна» розпочато випуск нового продукту — смакових приправ.
У 2000 році асортимент продукції торговельної марки «Мівіна» поповнився ще одним продуктом — вперше в історії української харчової промисловості розпочато виготовлення картопляного пюре швидкого приготування, що готується всього за 3 хвилини.
2002 року продукція компанії отримала високі національні й міжнародні винагороди: «Вибір року», «Золота торгова марка», «Вища проба», «Європейська якість».
До 2004 року рівень споживання вермішелі «Мівіна» в Україні досяг рекордної позначки — 97 % серед споживачів цієї товарної категорії.
У травні 2007 року «Техноком» вивів на ринок України інші страви швидкого приготування «Мівіна Домашня» — три види гарнірів із натуральним м'ясом і овочами. У листопаді 2007 року налагоджено виробництво готових рідких супів «Мівіна Домашня» — унікального для українського ринку продукту. Перші й другі страви «Мівіна Домашня» виробляються за технологією «Keep all fresh».
Компанія почала у квітні 2008 року виробництво нового продукту під ТМ «Мівіна Привіт обід» — локшина з натуральним м'ясними соусом.
23 квітня 2008 року смакові приправи «Мівіна» стали переможцями всенародного конкурсу-рейтингу «Бренд року — 2008».
У лютому 2010 року «Техноком» увійшов до складу групи компаній Nestlé.

### NBS Lviv (Nestlé Business Services Lviv)
4 липня 2011 р. Nestlé S.A. відкрила у Львові "Об'єднаний бізнес-сервіс-центр Nestlé Львів (NBS Lviv).
Львівський центр, що має статус філії ТОВ «Нестле Україна», став п'ятим у світі внутрішнім сервіс-центром, який у складі міжнародного підрозділу «Бізнес Сервіс Nestlé» (GNBS) забезпечує обслуговування фінансових операцій і процесів з управління персоналом для підприємств і організацій компанії у Східній і Центральній Європі.
NBS центр у Львові обслуговує фінансові операції Nestlé в Україні, Росії, Польщі, Чехії, Словаччині, Угорщині, Болгарії, Румунії, Греції та країнах Адріатики. Загалом центр розрахований на обслуговування понад 20 країн регіону.

### Торгові марки
Станом на 2024 рік компанія Nestlé Ukraine просуває на українському ринку продукцію міжнародних торгових марок компанії:
- Nescafé
- Nesquik
- Lion
- Nuts
- KitKat
- Світоч
- Торчин
- Мівіна
- Coffee-Mate
- Nespresso
- Gerber
- Purina
- Bistrof[24].

## Скандали в Україні

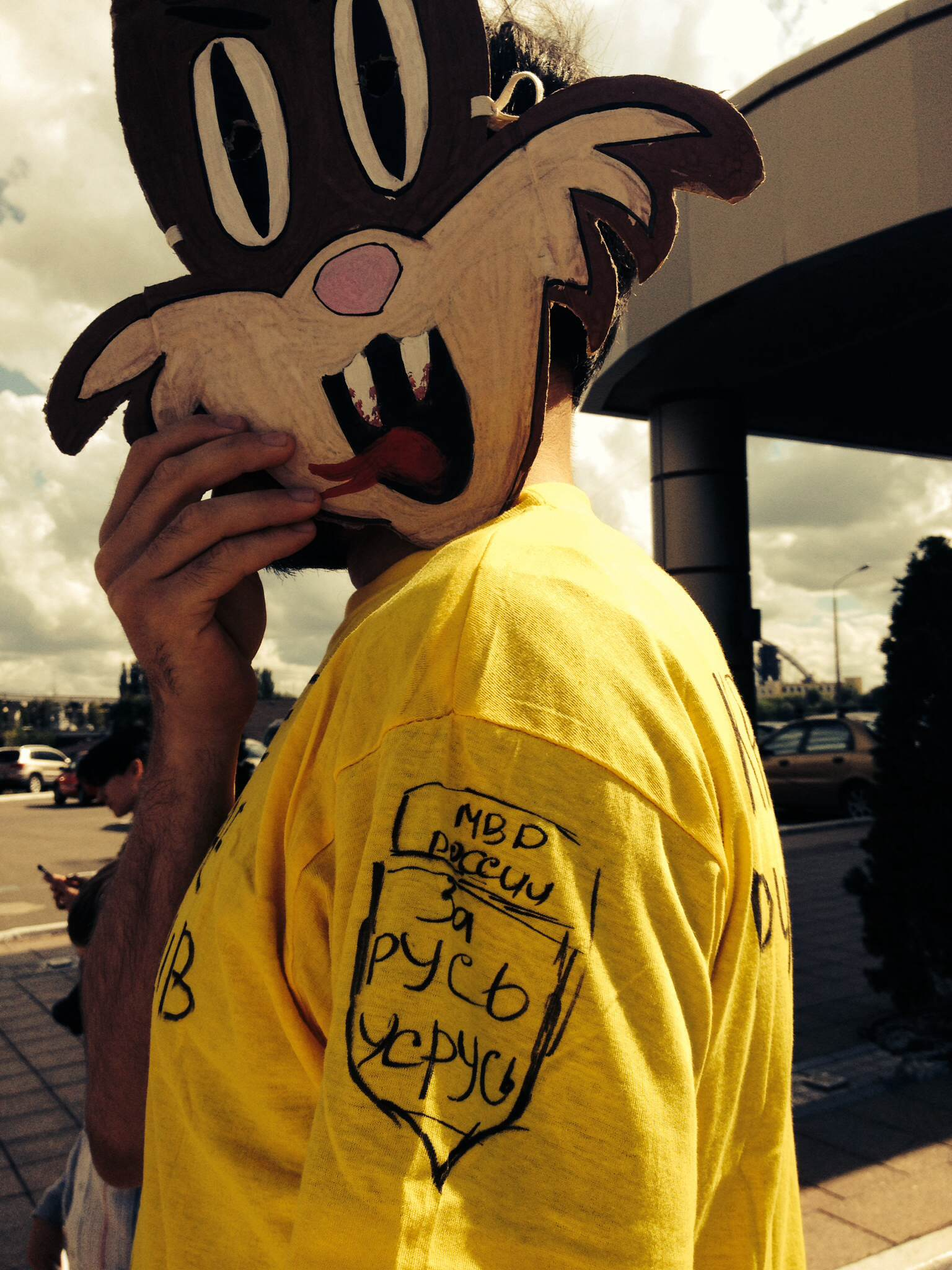
Кролик Nesquik-рашист на акції проти дискримінації україномовних, Київ

У серпні 2015 року Алла Желізняк заявила, що її не взяли ведучою кулінарного шоу на телеканалі «Україна», оскільки вона розмовляє українською мовою. Вимогу брати тільки російськомовного ведучого нібито поставив спонсор програми — «Nesquik», який є брендом компанії «Nestlé S.A.» Після цього активісти руху «Відсіч» біля офісу компанії в Києві провели акцію протесту, звинувативши «Нестле» в дискримінації україномовних і русифікації України. Також молоді люди згадали, що в Україні досі частина продукції компанії, яку реалізовують, вироблена в Росії. Молоді люди пригрозили розпочати кампанію бойкоту «Нестле», якщо ті не виконають вимоги активістів. У вересні в Києві відбулися флешмоби «Російське вбиває!» — проти товарів «Нестле», які виробили на російських заводах компанії.
У червні 2021 року на ютуб-каналі «Моя Мовна Стійкість» з'явилось відео, де колишній працівник Nestlé Україна Артем Кравченко розповідає як реагувало керівництво на прохання вести робочу документацію та навчальні матеріали українською мовою. В результаті систематичної дискримінації за мовною ознакою Кравченко звільнився. Після звільнення Артем Кравченко подав позов до суду на компанію, у якому звинувачує її в утиску прав та порушенні Закону України.

#### Позиція компанії після повномасштабного вторгнення Росії в Україну
Із початком повномасштабного вторгнення Росії в Україну, Nestlé зробили заяву, що зменшують своє портфоліо в Росії, обмежують імпорт та експорт продукції не першої необхідності, а також зупиняють рекламні комунікації, капітальні інвестиції й дотримуються всіх чинних міжнародних санкцій щодо Росії. Від початку війни, компанія пожертвувала понад 2600 т продукції на підтримку українських біженців як в Україні, так і за її межами.

Проте у середині березня 2022, Денис Шмигаль, прем'єр-міністр України, після розмови з виконавчим директором компанії Марком Шнайдером зазначив, що Nestlé не вважає неетичною роботу в РФ і продовжує там діяльність. 
«Поговорив з СЕО Nestle Марком Шнайдером про неетичність роботи компанії в Росії. На жаль, не знайшов порозуміння. Робочі місця та податки, сплачені у бюджет країни-терориста — це фінансування вбивств беззахисних дітей та жінок. Сподіваюсь, Nestle змінить своє рішення.»
Так, незважаючи на обіцянки, упродовж липня — листопада 2022 року, Nestlé проводила активні роботи з реконструкції складу загальною площею 10 тисяч м2 у Новосибірську. А у лютому 2023 року, німецькі журналісти повідомили, що всупереч заявам, «Швейцарська компанія продає, виробляє та шукає персонал». Полиці в російських маркетах повні продукції, а на сайті пошуку роботи опубліковано більше 100 вакансій.
За словами компанії, Nestlé таким чином відповідає своїм вимогам гарантувати основне право людини на їжу та допомагає уникнути гуманітарної катастрофи. Крім того, у Nestlé запевняють, що будь-який прибуток від решти російського бізнесу буде передано на гуманітарні цілі. Також немає жодної інформації про те, що компанія призупинила місцеві виробництва, і станом на зараз, у межах РФ досі працюють 6 заводів Nestlé і постачають продукцію роздрібним торговцям.